# Tipula flabellifera
Tipula flabellifera är en tvåvingeart som beskrevs av Evgenyi Nikolayevich Savchenko 1954. Tipula flabellifera ingår i släktet Tipula och familjen storharkrankar. Inga underarter finns listade i Catalogue of Life.